# زیردریایی کلاس رینبو
زیردریایی کلاس رینبو (به انگلیسی: Rainbow-class submarine) یک کلاس از زیردریایی است که طول آن ۲۸۷ فوت (۸۷ متر) می‌باشد.